# Waggonfabrik Lüttgens

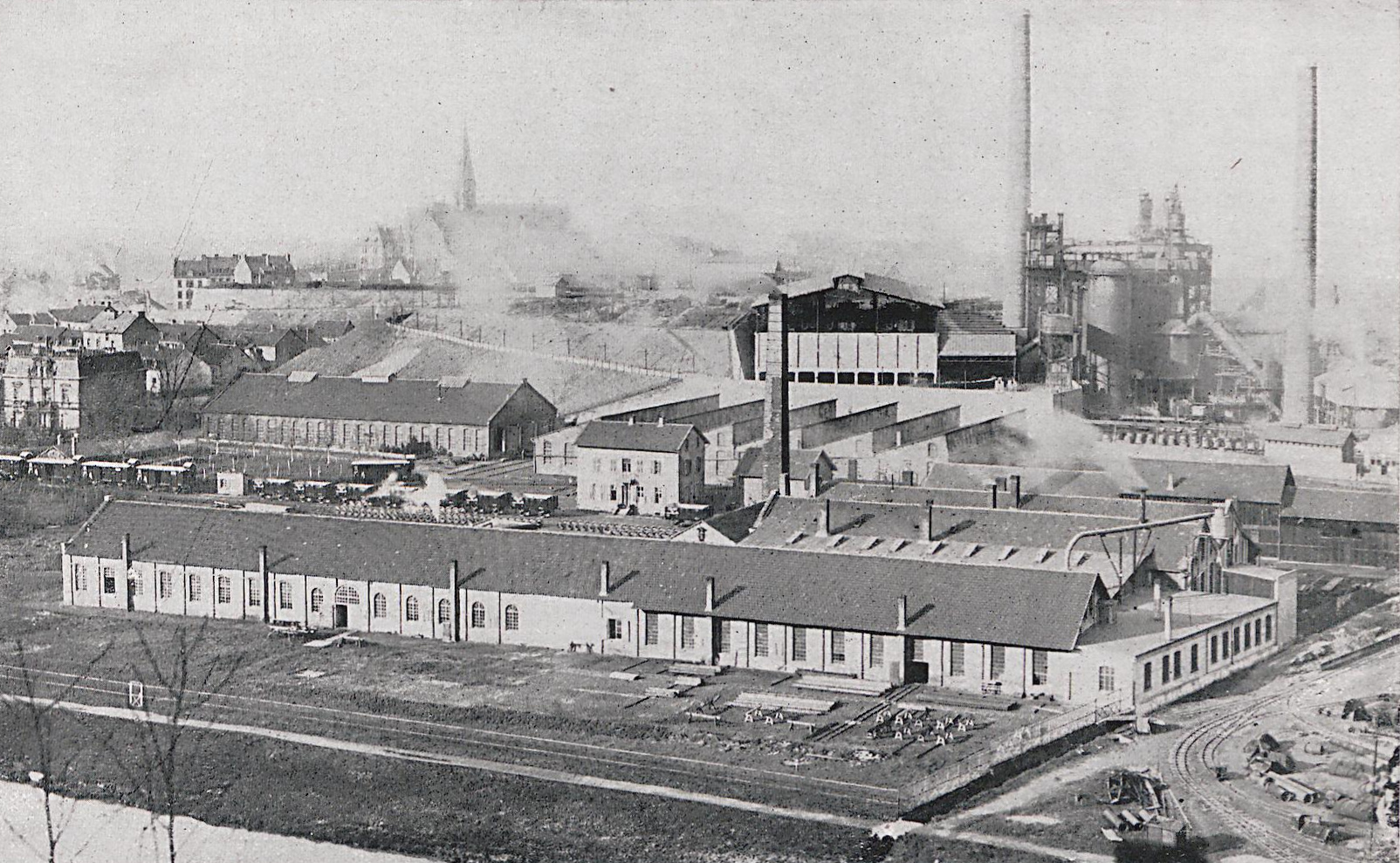
Waggonfabrik Gebr. Lüttgens (um 1911)

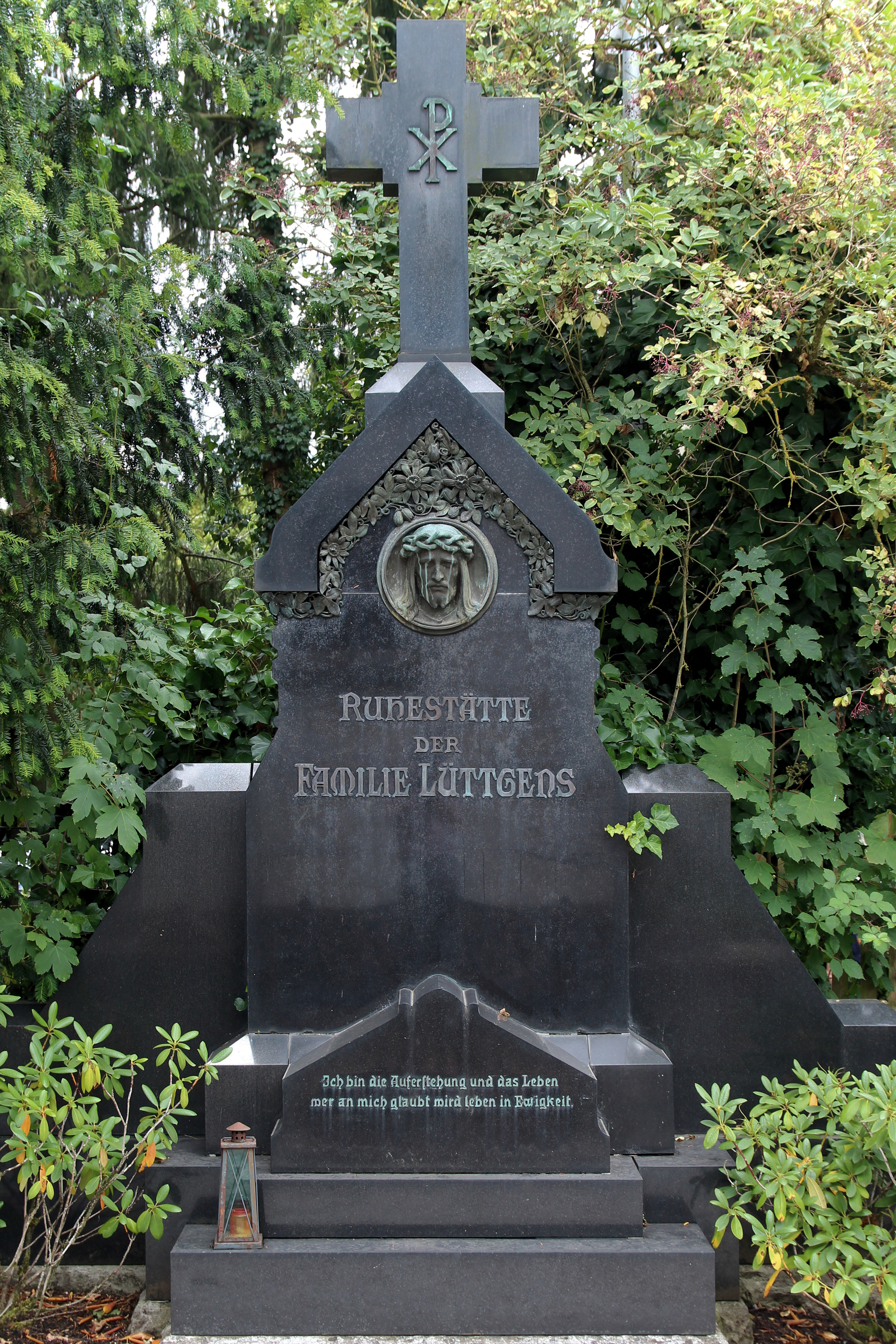
Grabstätte der Familie Lüttgens auf dem Burbacher Waldfriedhof

Die Waggonfabrik Lüttgens wurde am 6. Oktober 1860 von den Brüdern Leonhard, Andreas und Theodor Lüttgens in Saarbrücken-Burbach in unmittelbarer Nähe zur Burbacher Hütte gegründet. Die Fläche des Fabrikgeländes betrug etwa 50.000 m².

## Geschichte
In den ersten Jahren nach der Gründung wurden Weichen und Weichen-Herzstücke sowie Gruben-Förderwagen, Erdtransportwagen, Zugbrücken für den Festungsbau, eiserne Dachkonstruktionen u. ä. hergestellt. 1874 kam der Bau von Eisenbahnwagen hinzu, der sich später zum Kerngeschäft des Werkes entwickelte.
Das Werk verfügte über einen Eisenbahnanschluss und einen direkten Zugang zur Saar. Der Materialtransport im Werk selbst erfolgte über eine Schmalspurbahn. Im Jahr 1911 konnten monatlich 60 bis 70 Güterwagen hergestellt werden. Die Zahl der Beschäftigten lag zu dieser Zeit bei 200 bis 250. Anfang der 1930er Jahre konnten bei 250 bei 300 Beschäftigten 80 bis 100 Güterwagen pro Monat hergestellt werden.
Im Oktober 1904 finanzierte Theodor Lüttgens zum Gedenken an seine im Alter von 20 Jahren verstorbene jüngste Tochter Theresia ein Heim für Waisenkinder, das Theresienheim in Saarbrücken. Außerdem stiftete er einen Betrag von 60.000 Mark, von deren Zinsen die laufenden Ausgaben bestritten wurden. Nach dem Tod Theodor Lüttgens, des letzten überlebenden Firmengründers, wurde die Firma 1906 von den Erben in eine Offene Handelsgesellschaft und im Jahr in eine GmbH umgewandelt. Die Firma trug dann den Namen Waggonfabrik Gebrüder Lüttgens GmbH.
Im Dritten Reich beschäftigte das Werk 185 Ostarbeiter, 51 Franzosen (40 Kriegsgefangene und 11 Zivilarbeiter) sowie ein Dutzend Niederländer und Polen.
In den 1950er Jahren wurden für die Eisenbahnen des Saarlandes (EdS) Schienenbusse vom Typ VT 95 in Lizenz gebaut. Im Gegensatz zum Original Uerdinger Schienenbus wurden die Fahrzeuge mit Motoren vom französischen Hersteller Berliet anstelle von Büssing ausgestattet.
1969 schied der letzte Angehörige der Familie aus dem Unternehmen aus. Damit ging das Unternehmen an die ARBED S.A., Luxemburg und firmierte als ARBED Gebr. Lüttgens Burbacher Stahl- und Waggonbau GmbH. Neben Eisenbahnwagen wurden andere Stahlbauprodukte wie Brücken, Behälter und Rohrleitungen gefertigt.
In Folge von Umstrukturierungen und Wechseln der Eigentümer wurde die Firma mehrmals umbenannt
- 1971: Röchling-Burbach Stahl- und Waggonbau GmbH
- 1982: Burbacher Stahl- und Waggonbau GmbH
- 1986: Burbach-Homburger Stahl- und Waggonbau GmbH
- 1994: BHSW Burbacher Stahl- und Waggonbau GmbH

1998 ging die BHSW Burbacher Stahl- und Waggonbau GmbH in Konkurs. Im Januar 2010 kam es zur Neufirmierung mit der Saar Stahlbau GmbH  mit den Unternehmensbereichen Mechanische Werkstätten, Kran- und Fahrzeugwerkstätten und dem Transportbetrieb. Seitdem ist die Sparte Waggonbau und -Instandsetzung, Lokreparatur nur noch einer von vielen Geschäftsbereichen der Saar Stahlbau.